# János Kardos
János Kardos (* 13. Februar 1801 in Norsincz, Königreich Ungarn; † 12. August 1873 in Hodos, ebenda) war ein evangelischer Geistlicher, Pädagoge, Schriftsteller und Übersetzer.

## Leben und Wirken

Grabmal des János Kardos und seiner Enkelin Sarolta auf dem Ortsfriedhof von Hodoš in Slowenien.

János Kardos (slowenisch Janoš Kardoš) wurde als Sohn einer einfachen Bauernfamilie, die als Grundholden des Grafen Batthyány eine kleine Hofstätte in Norsincz (heute Noršinci, Gemeinde Moravske Toplice in Slowenien) bewirtschafteten, geboren. Seine Eltern György (Georg) und Magdolna Kardos, geborene von Kercsmár (sie stammte aus einer kleinadeligen Familie), waren „Wenden“, wie damals die slowenische Bevölkerung des heutigen Übermurgebietes bezeichnet wurde und gehörten der etwa elftausend Seelen zählenden, protestantischen Glaubensgemeinschaft im Tótságer Bezirk der Eisenburger Gespanschaft an.
Zunächst besuchte Kardos die evangelische Pfarrschule im benachbarten Puczincz (heute Puconci in Slowenien) und später jene in Hodos (heute Hodoš/Örihodos in Slowenien) und Senyeháza (heute Ortsteil von Bajánsenye in Ungarn). Im Jahre 1817 übersiedelte er nach Ödenburg (heute Sopron in Ungarn) und setzte dort seine Ausbildung am evangelischen Lyzeum fort. Anschließend begann er ein Theologiestudium, das er im Jahre 1827 in Wien abschloss.
Am 15. August 1830 wurde Kardos zum evangelischen Priester geweiht und versah danach in der evangelischen Kirchengemeinde Szepetnek in der Zalaer Gespanschaft für dreieinhalb Jahre die Seelsorge. Nach dem Tode des Pfarrers György Czipott übernahm er als dessen Nachfolger am 2. Februar 1835 die Pfarrstelle von Hodos in der Eisenburger Gespanschaft.
In dieser ethnisch gemischten evangelischen Pfarre im Hügelland der oberen Kerka, wo sich das Tótság und die Örség berühren, entfaltete Kardos sein tatkräftiges Wirken als Priester und Lehrer. Zusätzlich begann er als exzellenter Kenner des damaligen ungarischen Schrifttums und den Mundarten seiner Landsleute mit umfangreichen Übersetzungen aus den Bereichen der Kirchenlehre, des Religionsunterrichts, der Schulausbildung und der schönen Literatur tätig zu werden.
Im Jahre 1845 wurde Kardos zum Dekan der evangelischen Volksschulen im slowenisch besiedelten Bereich des Eisenburger Komitats ernannt. Dadurch war es ihm möglich, den schon damals einsetzenden Deethnisierungsdruck auf die „wendische Bevölkerung“, der sich besonders beim sprachlichen Schulunterricht und den dazu verwendeten Schulbüchern zeigte, erheblich zu mildern.
Nachdem Kardos durch seinen Sohn Adam, der etwa ab dem Jahre 1860 in der Pfarre Hodos als Hilfspriester tätig wurde, im Pfarrbereich Entlastung erhielt, konnte er sich verstärkt der Literatur zuwenden. In jener Zeit entstanden seine Übersetzungen von ihm geachteter Zeitgenossen wie: János Arany, Mór Jókai, Sándor Kisfaludy, Sándor Petőfi und Mihály Vörösmarty aus dem Ungarischen in die Tótságer Mundart, dem heutigen Prekmurischen (slowenisch Prekmurščina).
Im Jahre 1873 verstarb János Kardos 72-jährig in Hodos und wurde auf dem Friedhof seiner Pfarrgemeinde bestattet.

## Werke (Auswahl)
- Krátki návuk krsztsansztva, 1837 (Kurze Christenlehre)
- Mála historia bibliszka, 1840 (Kleine Biblische Geschichte)
- Krsztsanszke czerkevne peszmi, 1848 (Christliche Kirchenlieder)
- Krsztsanszke mrtvecsne peszmi, 1848 (Christliche Begräbnislieder)
- Mrtvecsne nove molitvi, 1850 kézirat (Neue Begräbnis Gebete)
- Pobo'zne molítvi za poszebno csészt bo'zo, 1853 (Fromme Gebete zur besonderen Ehre Gottes)
- ABC ali Návuk na píszajocs-cstenyé za szlovenszke vucsevnice vödáni, 1867 (Neues Abecedarium)

## Auszeichnungen und Ehrungen
- Im Ortszentrum von Moravske Toplice trägt der Kirchplatz seinen Namen: „Janoš Kardoš trg“.